# Попов Олександр Никифорович
Олександр Никифорович Попов (при 1840, Вітебська губернія — 6 [18] серпня 1881, Варшава) — російський хімік-органік, учень А. МА. Бутлерова, професор Варшавського університету.

## Біографія
А. Н. Попов в 1865 році закінчив Казанський університет зі ступенем кандидата на представлену дисертацію «З приводу спорідненості вуглецевого атома »  . У цій роботі було експериментально доведено (всупереч твердженням німецького хіміка Кольбе про нерівноцінність валентностей вуглецю), що всі чотири одиниці спорідненості (валентності вуглецевого атома) тотожні, що надало істотну підтримку теорії хімічної спорідненості А. М. Бутлерова.  
Продовжив роботу у Казанском університеті, де у 1869 рокові захистив докторскую дисертацію «О окислении одноатомных кетонів», у котрій сформулював відоме правило окисления кетонов, котре увійшо у науку під назвою «Правило Попова». Запропонував методи визначення хімічного будування кетонів, кислот, спиртів і вуглеводнів.
У 1869 рокові, у рік основи Варшавського університету, А. Н. Попов був запрошений у цей університет на посаду экстраординарного професора.

## «Правило Попова»
Правило Попова (сформульовано в 1868-1872 рр. ): Окислення несиметричних аціклічних кетонів здійснюється з розривом вуглецевого ланцюга по обидві сторони від карбонільної групи, що призводить в загальному випадку до утворення суміші чотирьох кислот (див. формулу реакції): 
Окислення кетонів проходить в жорстких умовах (лужний розчин КMnО4, гаряча конц. HNO3, соед. Cr(VI) в Н2SO4). Вважається, що при цьому відбувається енолізація кетонів (по обидві сторони від карбонільної групи), а утворившися еноли окислюються за кратними зв'язками з розщепленням молекули. 
Легше розщеплюється зв'язок карбоніла з третинним атомом вуглецю; зв'язок з четвертинним атомом вуглецю не розщеплюється, тому часто кетони окислюються більш однозначно, ніж цього вимагає Правило Попова. 
Наприклад: 
- C 2 CHCOCHC 2 R '→ R 2 CO + R'CH 2 COOH
- R 3 CHCOCH 3 → R 3 CHCOOH + CO 2 + H 2 O